# La sirena varada (obra de teatro)
La sirena varada es el título de una obra de teatro compuesta por el dramaturgo español Alejandro Casona en 1934, y su obra más reconocida.

## Autor
Alejandro Casona, el dramaturgo asturiano por excelencia, compuso La sirena varada poco antes de tener que partir al exilio en Argentina, debido a su filiación republicana, tras el estallido de la guerra civil española. Autor de una obra con gran afán didáctico, cultivó también la lírica, el ensayo y la narrativa.

## La obra
Casona escribió esta obra en una época de gran agitación política y social, en la España de los años 30, durante su estancia como inspector de escuelas en el Valle de Arán.

### Argumento
La sirena varada es una obra que profundiza en una de las aspiraciones más ambicionadas por el hombre: la de escapar de su realidad. Narra la locura de un grupo de personas que deciden abandonarse a vivir en un mundo de sueños, donde el sentido común deja de existir. Es entonces cuando aparece el personaje principal de la obra, identificado únicamente como "Sirena". La historia de amor entre este personaje y el fundador de la comuna en la que vivían, y la imposibilidad del amor en un mundo irreal les lleva a enfrentarse a la realidad, por dura que esta sea.

### Personajes
Los principales personajes de la obra son:
- Ricardo, el creador de este mundo irreal.
- Pedrote, sirviente de Ricardo.
- Una Sirena que sale del mar en busca de su amado.
- Un fantasma que quiere ser jardinero y que dice llamarse don Joaquín, pero se entera de que está muerto y fue Napoleón.
- Un árbol imaginario que siempre se pone en medio.
- Daniel, un pintor con los ojos vendados.
- Don Florín, un personaje ajeno a ese mundo de fantasía y que intenta devolver a Sirena al mundo real.
- Samy, un payaso.
- Pipo, un rico dueño de un circo que abusa de Samy y la sirena

### Interpretaciones y crítica
En esencia, la obra enfrenta a la fantasía con el sentido común y la crueldad de tener que enfrentarse necesariamente a la vida. La crítica de la época acusó al autor de defender una evasión de la realidad en un momento en que el país necesitaba precisamente todo lo contrario. Realmente lo que la obra quiere demostrar es como esta fantasía está condenada al fracaso.
Aun siendo llamada simplemente comedia por su autor, La Sirena Varada hace gala de un humor irónico y rebuscado; y, en ocasiones, cruel.

“Creo que cada vez se hace más urgente llevar al teatro las inquietudes, los problemas del mundo. Así fue siempre, y hoy menos que nunca tenemos derecho a entretenernos en los laberintos estéticos del arte por el arte. Grande es ser artista; pero necesario es servir..., y el teatro puede, debe, prestar espiritual servicio.”
Alejandro Casona

### Representaciones
Esta obra ha sido llevada a los escenarios en varias ocasiones. La primera representación, en el Teatro Español de Madrid, se llevó a cabo la noche del 17 de marzo de 1934, y corrió a cargo de la Compañía de Xirgu y Borrás, constituyendo un éxito clamoroso. Los papeles principales fueron interpretados por Margarida Xirgu (Sirena), Enrique Borrás (Samy), Pedro López Lagar (Ricardo), Alberto Contreras (Don Florín), Fernando Aguirre Rodil (Fantasma) y Enrique Guitart (Don Joaquín).
En España volvió a representarse en 1965 mediante un montaje a cargo de Mario Antolín, con actuación de María Fernanda D'Ocón, Carlos Estrada, Pedro Porcel, Félix Dafauce y José Segura 
Una de las representaciones más importantes de la sirena varada fue llevada a cabo en 1951 por Rosa Rosen y Esteban Serrador en el Teatro Imperio de Santiago de Chile.

## Premios
La Sirena varada obtuvo en 1934 el Premio Lope de Vega del Ayuntamiento de Madrid, que la galardonaba así como la mejor obra de teatro del año.

## Recreaciones
Aunque la metáfora de la sirena varada ha sido empleada en numerosas ocasiones en diversos campos artísticos, son dos las obras basadas en el drama de Casona: 
- La sirena varada, escultura del español Eduardo Chillida; está expuesta en el Museo Arte Público de Madrid.
- La sirena varada, canción del grupo español de rock and roll Héroes del Silencio, publicada en 1993.